# Adolfo Collins
Gustavo Adolfo Collins (Honduras, siglo XX-La Ceiba; 30 de diciembre de 2023) fue un futbolista hondureño que jugaba como portero.

## Trayectoria
Jugó siempre en el Vida de la Liga Nacional de Honduras, desde 1966 hasta 1984, donde ganó dos títulos.

## Palmarés

### Títulos nacionales
| Título        | Equipo | País     | Año     |
| ------------- | ------ | -------- | ------- |
| Liga Nacional | Vida   | Honduras | 1981-82 |
| Liga Nacional | Vida   | Honduras | 1983-84 |